# از موقعش گذشته (فیلم ۲۰۱۳)
از موقعش گذشته (به انگلیسی: About Time) فیلمی در ژانر عاشقانه علمی تخیلی کمدی-درام به نویسندگی و کارگردانی ریچارد کرتیس است که در سال ۲۰۱۳ منتشر شد. در این فیلم بازیگرانی همچون دامنل گلیسون، ریچل مک‌آدامز، بیل نای، تام هالندر و مارگو رابی ایفای نقش می‌کنند. این فیلم دربارهٔ یک مرد جوان است که توانایی سفر در زمان را دارد. او تلاش می‌کند گذشته‌اش را تغییر دهد تا آینده‌اش را بهبود بخشد.
از موقعش گذشته در ۴ سپتامبر ۲۰۱۳ در بریتانیا و در ۱ نوامبر در آمریکا منتشر شد. منتقدان نقدهای متفاوت یا عموماً مثبتی به این فیلم دادند. این فیلم در گیشه ۸۷٫۱ میلیون دلار فروش داشت درحالی که بودجه آن ۱۲ میلیون دلار بود. این فیلم به بازیگر ریچارد گریفیتس تقدیم شد که چند ماه قبل از انتشار درگذشت و این آخرین حضور او در سینما بود.

## خلاصه داستان
تیم (دامنل گلیسون) که فردی اهل کورنوال است متوجه می‌شود که می‌تواند در زمان سفر کند و اتفاقاتی که برای دنیا و زندگی خودش رخ داده را تغییر دهد، اما تصمیم او برای سفر در زمان و تغییر زندگی‌اش به واسطهٔ پیدا کردن یک دوست‌دختر، به آن راحتی که فکر می‌کند، پیش نمی‌رود.
تیم لیک با پدرش جیمز، مادر مری، عموی دزموند و خواهر کوچکترش کاترین ("کیت کت") در کورنوال بزرگ می شود. صبح بعد از یک مهمانی نه چندان عالی در شب سال نو، جیمز به تیم می‌گوید که مردان خانواده‌شان می‌توانند به لحظاتی که قبلاً زندگی کرده‌اند، در زمان سفر کنند. تیم این را با بازگشت به مهمانی شب قبل و تغییر چند رویداد آزمایش می کند. هنگامی که او برمی گردد، جیمز او را از استفاده از هدیه خود برای کسب پول یا شهرت منصرف می کند و تیم تصمیم می گیرد از آن برای بهبود زندگی عاشقانه خود استفاده کند.
تابستان بعد، دوست کیت کت، شارلوت به دیدارش می آید. با وجود اینکه تیم فوراً شکست خورده است، اما تا آخرین روز منتظر می ماند تا به او بگوید؛ او به او می گوید که باید زودتر به او می گفت. تیم به گذشته سفر می کند تا در اواسط تعطیلات به شارلوت بگوید، اما او به او پیشنهاد می کند تا آخرین روز او صبر کند. دلشکسته متوجه می شود که او به او بی علاقه است و سفر در زمان نمی تواند نظر کسی را تغییر دهد.
تیم به لندن نقل مکان می کند تا به عنوان وکیل کار کند و با آشنای پدرش هری، نمایشنامه نویس زندگی می کند. او از یک رستوران Dans le Noir بازدید می کند و در آنجا با مری، آمریکایی که برای یک ناشر کار می کند، ملاقات می کند. آنها در تاریکی معاشقه می کنند و او شماره تلفن خود را به تیم می دهد. او به خانه بازمی گردد تا هری پریشان، که شب افتتاحیه نمایشش به دلیل فراموش کردن خط هایش توسط بازیگری خراب شده است. تیم به گذشته برمی گردد تا به بازیگر کمک کند تا بازی یک پیروزی باشد.
با این حال، زمانی که تیم سعی می‌کند با مری تماس بگیرد، متوجه می‌شود که با بازگشت به هری برای کمک به هری، شب با او هرگز اتفاق نیفتاد، بنابراین او شماره او را ندارد. با یادآوری وسواس مری نسبت به کیت ماس، او هر روز در نمایشگاه کیت ماس شرکت می کند تا زمانی که مری را می بیند.
او که هرگز تیم را ملاقات نکرده است، گیج می شود اما به او اجازه می دهد تا به او و دوستش بپیوندد. در طول ناهار، او متوجه می شود که او اکنون یک دوست پسر دارد. تیم به زمانی که آنها ملاقات کردند برمی گردد، قبل از رسیدن دوست پسر احتمالی حاضر می شود و مری را متقاعد می کند که با او برود.
رابطه آنها توسعه می یابد و تیم با مری نقل مکان می کند. یک شب، او با شارلوت روبرو می شود که اکنون به او علاقه مند است، اما او دعوت صمیمیت را رد می کند زیرا عاشق مری است. تیم به خانه برمی گردد و خواستگاری می کند. آنها ازدواج کردند و صاحب یک دختر به نام پوسی شدند. و ...

## بازیگران
| بازیگر         | نقش           |
| -------------- | ------------- |
| دامنل گلیسون   | تیم           |
| چارلی کرتیس    | کودکیِ تیم     |
| ریچل مک‌آدامز   | مری           |
| بیل نای        | پدر           |
| تام هالندر     | هَری           |
| لینزی دانکن    | مادر          |
| مارگو رابی     | شارلوت        |
| لیدیا ویلسن    | کیت کت        |
| ریچارد کُردری   | دزموند        |
| جاشوآ مک‌گوایر  | رُری           |
| تام هیوز       | جیمی کین‌کِـید  |
| ونسا کربی      | جوآنا         |
| ویل مریک       | جی            |
| لیسا آیشهورن   | جین، مادر مری |
| ریچارد گریفیتس | بازیگر تئاتر  |
| هری هدن-پیتن   | روپرت         |
| کاترین استدمن  | تینا          |
| تام استرتن     | جان           |